# New York Film Critics Circle Awards 1939
La 5ª edizione della cerimonia dei New York Film Critics Circle Awards, annunciata il 27 dicembre 1939, ha premiato i migliori film usciti nel corso del 1939.

## Vincitori e candidati

### Miglior film
- La voce nella tempesta (Wuthering Heights), regia di William Wyler
- Via col vento (Gone with the Wind), regia di Victor Fleming
- Mr. Smith va a Washington (Mr. Smith Goes to Washington), regia di Frank Capra

### Miglior regista
- John Ford - Ombre rosse (Stagecoach)

### Miglior attore protagonista
- James Stewart - Mr. Smith va a Washington (Mr. Smith Goes to Washington)

### Miglior attrice protagonista
- Vivien Leigh - Via col vento (Gone with the Wind)

### Miglior film in lingua straniera
- La vita trionfa (Regain), regia di Marcel Pagnol • Francia